# أناتوليديون
أناتوليديون هو جنسٌ أحادي من العناكب ذات القدم المشطية، ويضمُّ نوعًا واحدًا هو أناتوليديون جونتيل وصفه يورغ وندرليش في عام 2008، وهو موجود في أجزاءٍ من أفريقيا وأوروبا.